# Trifurcula (Levarchama)
Trifurcula (Levarchama) – podrodzaj motyli z podrzędu Glossata i rodziny pasynkowatych.
Takson ten opisany został w 1945 roku przez Bryana Patricka Beirne'a. Jego gatunkiem typowym wyznaczył Nepticula cryptella. Przeglądu podrodzaju dokonał w 2007 roku Erik van Niekerken.
Do apomorfii tego podrodzaju należą: trójwidlasty układ żyłek R+M na skrzydłach tylnych obu płci, łatka wyspecjalizowanych, delikatnych łusek na spodzie tylnych skrzydeł samca oraz parzyste kępki włosków na tergitach jego odwłoka od VI do VIII. Ponadto wszystkie gatunki mają podłużnie podzielony unkus. Gatunki w obrębie podrodzaju rozpoznać można po wzorze barwnym i rozsiedleniu u obu płci, morfologii ukusa, walw i cierni u samców oraz, w większości przypadków, po grzebieniowaniu vestibulum u samic.
Gąsienice minują liście roślin zielnych i drobnych krzewów z plemienia Loteae (rodzina bobowatych).
Podrodzaj palearktyczny, znany z Europy, Makaronezji, Afryki Północnej i Azji Mniejszej.
Należy tu 7 opisanych gatunków:
- Trifurcula argentosa (Puplesis et Robinson, 2000)
- Trifurcula cryptella (Stainton, 1856)
- Trifurcula eurema (Tutt, 1899)
- Trifurcula manygoza van Nieukerken, A. et Z. Lastuvka, 2007
- Trifurcula ortneri (Klimesch, 1951)
- Trifurcula peloponnesica van Nieukerken, 2007
- Trifurcula ridiculosa (Walsingham, 1908)